# Sárská univerzita

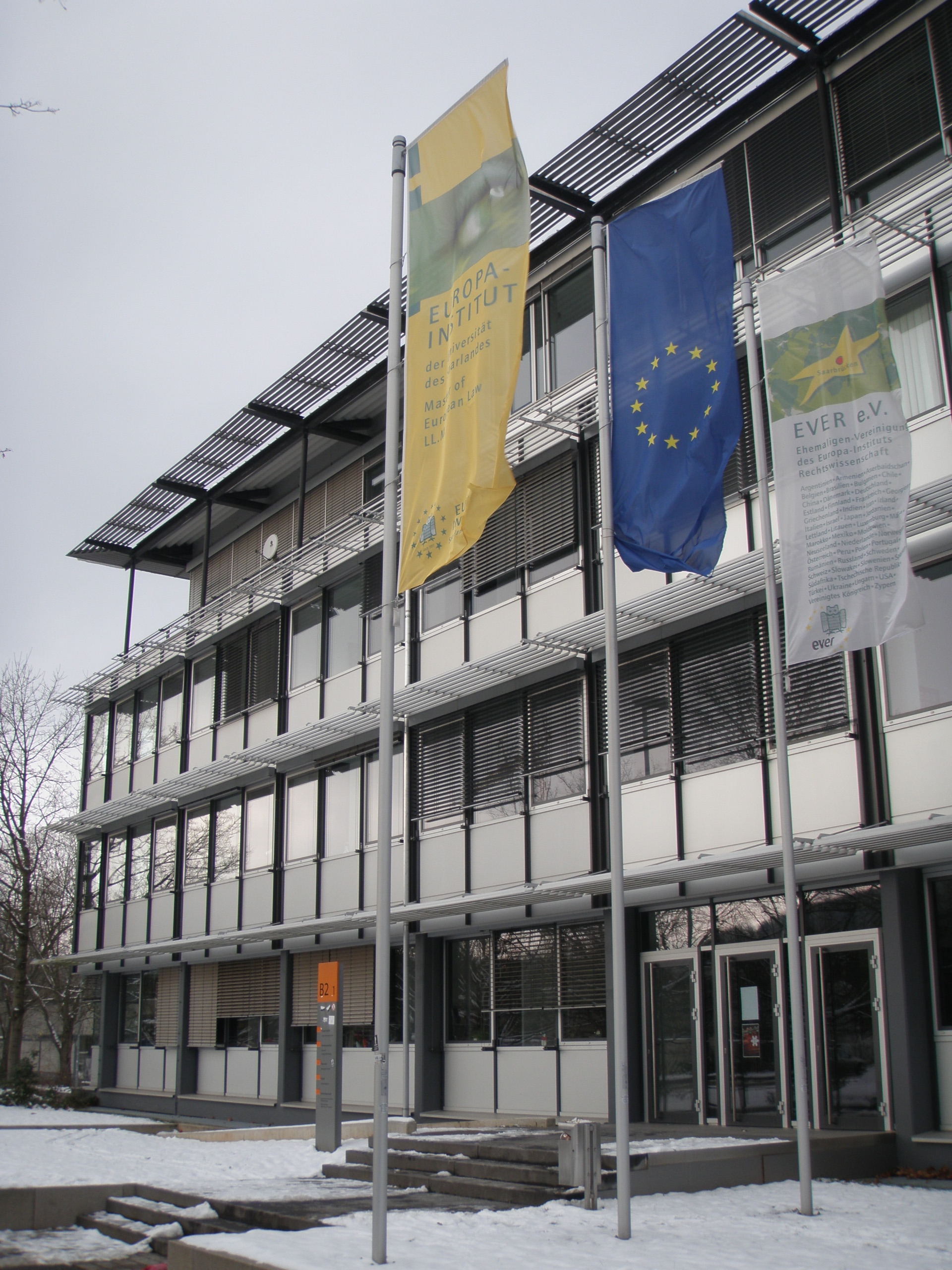
Budova Europa-Institutu – „koruny a symbolu“ univerzity

Sárská univerzita je jedinou univerzitou Sárska, jedné z nejmenších německých spolkových zemí. Její sídlo se nachází v zemském hlavním městě Saarbrückenu a blízkém Homburku. Univerzita byla založena v roce 1948 s francouzskou podporou v tehdy politicky autonomním a ekonomicky s Francií provázaném Sársku. Její původ vychází především z Institut d’Études Supérieures de Hombourg, který byl založen v roce 1947 v Homburgu jakožto institut přidružený k Univerzitě v Nancy. Díky dvojjazyčnosti profesorského sboru čerpá univerzita jak z německých tak i francouzských vzdělávacích tradic a má od začátku mezinárodní profil, který byl podtržen jejím označením za „evropskou univerzitu“ v roce 1950 a zřízením Europa-Institutu jakožto „koruny a symbolu“ v roce 1951.

## Fakulty
Univerzita se skládá z 8 fakult:
- 1. fakulta právnická a ekonomická
- 2. fakulta medicíny, teoretické medicíny a biovědy (nachází se v Homburgu)
- 3. fakulta humanitních věd I
- 4. fakulta humanitních věd II
- 5. fakulta humanitních věd III
- 6. fakulta přírodních věd a technologie I
- 7. fakulta přírodních věd a technologie II
- 8. fakulta přírodních věd a technologie III

## Výzkumná centra
V okolí Sárské univerzity se nachází mnoho výzkumných center, včetně:
- German Research Centre for Artificial Intelligence – DFKI
- Max Planck Institute for Computer Science
- Max Planck Institute for Software Systems
- The Institute for Information Systems
- Fraunhofer IZFP
- Fraunhofer Institute for Biomedical Engineering
- Society for Environmentally Compatible Process Technology
- Institut of the society for the promotion of the applied information research
- Leibniz-Institute for New Materials INM
- Institute for Formal Ontology and Medical Information Science – IFOMIS
- The International Conference and Research Center for Computer Science
- Korea Institute of Science and Technology Europe Research Society.
- Centre for Bio-informatics Saar
- Intel Visual Computing Institute